# کاروانسرای کلمرز جدید
کاروانسرای کلمرز جدید مربوط به دوره قاجار است و در شهرستان طبس، بخش مرکزی، دهستان منتظریه واقع شده و این اثر در تاریخ ۷ اسفند ۱۳۸۶ با شمارهٔ ثبت ۲۱۶۹۶ به‌عنوان یکی از آثار ملی ایران به ثبت رسیده است.